# وينفريد جوزفين روبنسون
وينفريد جوزفين روبنسون (بالإنجليزية: Winifred Josephine Robinson)‏ هي عالمة نبات أمريكية، ولدت في 1867 في مقاطعة باري في الولايات المتحدة، وتوفيت في 1962.